# District de Jangamo
Le district de Jangamo est une subdivision administrative de la province d'Inhambane au nord du Mozambique. En 2015, sa population est de 93 681 habitants.

## Source de la traduction
- (en) Cet article est partiellement ou en totalité issu de l’article de Wikipédia en anglais intitulé « Jangamo District » (voir la liste des auteurs).